# Barry White
Barry Eugene White, rodným jménem Barrence Eugene Carter (12. září 1944 Galveston, Texas – 4. července 2003 Los Angeles Kalifornie), byl americký producent, skladatel a zpěvák. Pro jeho styl je typický "sexy" projev, který by se dal zařadit do soulu. Narodil se v Texasu, celý život prožil v Los Angeles.
Protože byl obézní, utrpěl z důsledku chronického vysokého krevního tlaku v roce 2002 selhání ledvin. Po mrtvici v květnu 2003 musel opustit veřejný život.
Zemřel 4. července 2003 v Cedars-Sinai Medical Center v Los Angeles.
Jeho poslední slova zněla: "Nech mě být, jsem v pořádku."
20. září 2004 byl posmrtně uveden do Síně slávy taneční hudby na slavnostním setkání v New Yorku.
Za jeho největší hit lze považovat instrumentální skladbu Love's Theme z alba Rhapsody In White.
Jeho hudba hraje významnou úlohu v seriálu Ally McBealová, jeden z hrdinů (John Cage, kterého hrál Peter MacNicol) dokáže flirtovat a být sebevědomý jen tehdy, slyší-li v hlavě Barryho hudbu a identifikuje se s ním. Popularita seriálu také významně obnovila zájem o Whiteovu hudbu, z písně You're My First, My Last, My Everything udělala zpětně megahit a Barry White také v seriálu vystoupil.
Dále se jeho hlas také objevil v kresleném americkém seriálu Simpsonovi v 20. epizodě 4. série (Hadobijecký den) a ve 22. epizodě téže série (Šáša Krusty je zrušen – Šáša Krusty má padáka)

## Diskografie
- 1973 - I've Got So Much to Give
- 1973 - Stone Gon'
- 1974 - Can't Get Enough
- 1974 - Rhapsody In White
- 1974 - Together Brothers
- 1974 - White Gold
- 1975 - Just Another Way To Say I Love You
- 1976 - Is This Whatcha wont
- 1976 - Let the Music Play
- 1977 - Barry White Sings for Someone You Love
- 1978 - The Man
- 1979 - I Love To Sing The Songs I Sing
- 1979 - The Message Is Love
- 1980 - Sheet Music
- 1981 - Barry & Glodean
- 1981 - Beware!
- 1982 - Change
- 1983 - Dedicated
- 1987 - The Right Night
- 1989 - The Man Is Back!
- 1991 - Put Me in Your Mix
- 1994 - The Icon Is Love
- 1995 - Under The Influence Of Love